# Важенец (приток Кушеверы)
Важенец — река в России, протекает по Виноградовскому району Архангельской области. Исток — озеро Важенец. Устье реки находится в 7 км по правому берегу реки Кушевера. Длина реки составляет 18 км.

## Данные водного реестра
По данным государственного водного реестра России относится к Двинско-Печорскому бассейновому округу, водохозяйственный участок реки — Северная Двина от впадения реки Вычегда до впадения реки Вага, речной подбассейн реки — Северная Двина ниже места слияния Вычегды и Малой Северной Двины. Речной бассейн реки — Северная Двина.
Код объекта в государственном водном реестре — 03020300112103000027937.